# Jüdischer Friedhof (Brüel)

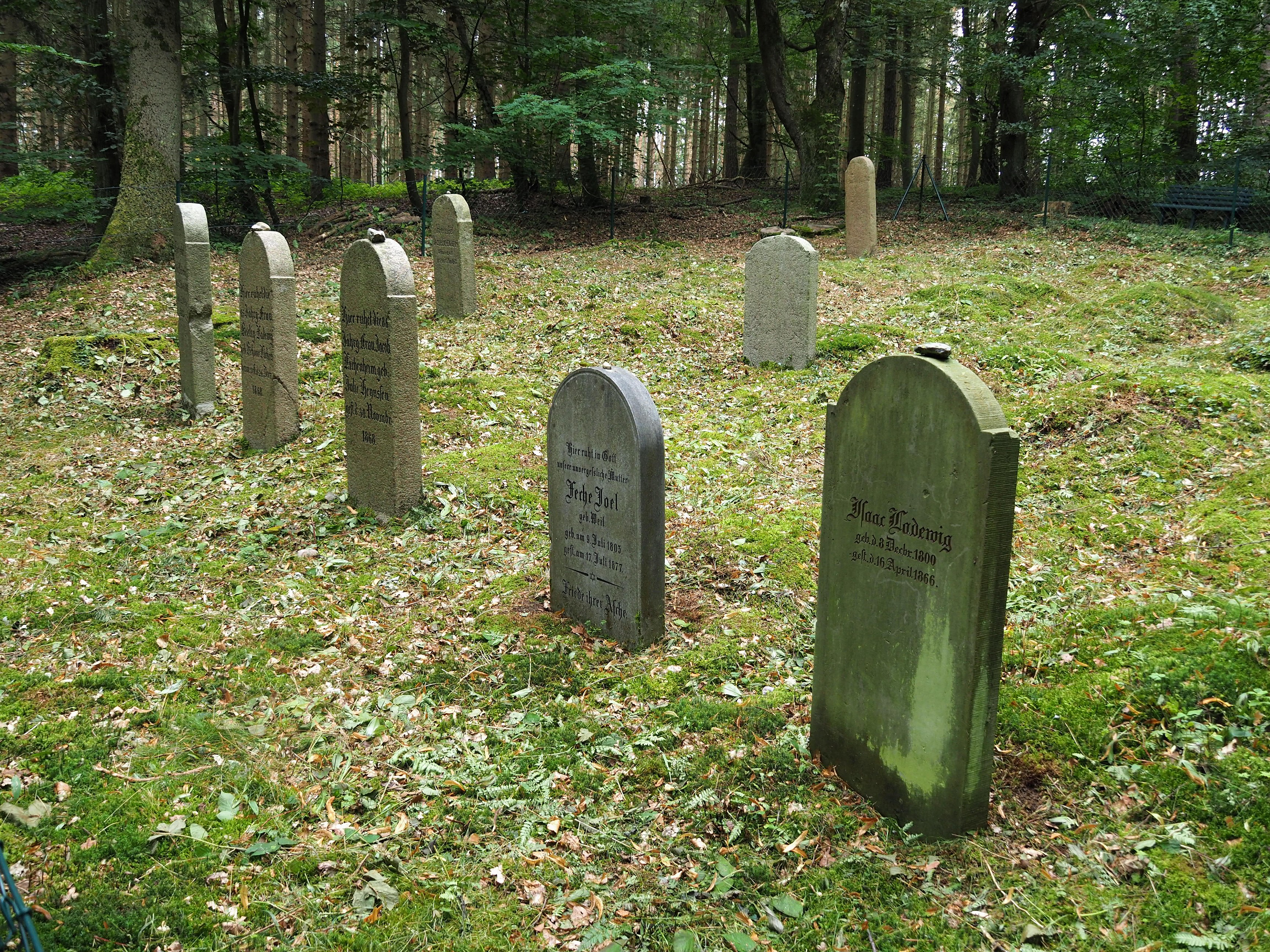
Jüdischer Friedhof in Brüel.

Der Jüdische Friedhof Brüel liegt in der Stadt Brüel im Landkreis Ludwigslust-Parchim in Mecklenburg-Vorpommern.
Der Friedhof liegt außerhalb der Stadt in Richtung Weitendorf. Es sind 28 Grabstätten mit zusammen neun meist stark verwitterten Grabsteinen erhalten. Die belegte Fläche des Friedhofes ist von einem Drahtzaun umgeben, der unbelegte Friedhofsteil ist zugewachsen.

## Geschichte
Der Friedhof ist vermutlich im 18. Jahrhundert entstanden. Um das Jahr 1880 war er 1080 m² groß. Im Mai 1915 wurde der Begräbnisplatz an die politische Gemeinde verkauft, da die jüdische Gemeinde des Ortes bereits 1913 aufgelöst wurde, da ab 1860 die Anzahl an jüdischen Einwohnern in Brüel kontinuierlich abnahm. In der NS-Zeit wurde er nicht geschändet, wohl aber Anfang 2001. Als Täter wurden drei 15- und 16-Jährige aus der rechten Szene ermittelt.